# ステリアン・ブルセア
ステリアン・ブルセア（Stelian Burcea、1983年10月7日 - ）は、ルーマニアのラグビーユニオン選手。

## プロフィール
- ルーマニア・ピテシュティ出身[1]。
- ポジションはロック(LO)、フランカー(FL)、ナンバーエイト(No.8)。
- 身長 193cm、体重 102kg
- ルーマニア代表通算キャップ数は71でラグビーワールドカップ2011・ラグビーワールドカップ2015のルーマニア代表に選ばれた[2]。

## 略歴
CSAステアウア・ブクレシュティ、ティミショアラ・サラセンズを経て、2013年、ブカレスト・ウルブズに加入。